# 9289 Balau
9289 Balau este un asteroid din centura principală de asteroizi.

## Descriere
9289 Balau este un asteroid din centura principală de asteroizi. A fost descoperit pe 26 august 1981 la Observatorul La Silla de Henri Debehogne. Asteroidul prezintă o orbită caracterizată de o semiaxă mare de 2,60 ua, o excentricitate de 0,16 și o înclinație de 13,5° în raport cu ecliptica.